# The American Breed
The American Breed was een Amerikaanse rockband die werd geformeerd in 1958 en ontbonden in 1970. Nadat de band uit elkaar ging, formeerden de leden Rufus.

## Oprichting en bezetting
- Al Ciner (14 mei 1947, gitaar)
- Gary Liozzo (16 augustus 1945 - 16 januari 2016, leadzang)
- Lee Anthony Graziano (9 november 1943, drums)
- Charles 'Chuck' Colbert (30 augustus 1944, basgitaar)
- Jim Michalak (drums)

De vier vrienden richtten in het begin van de jaren 1960 in Chicago vooreerst een dansorkest op, genaamd Gary & The Knight Lites. Ze namen een demoband op, die eerder toevallig aan de baas van een platenlabel werd voorgespeeld. Deze was zo enthousiast, dat het kwartet een platencontract kreeg aangeboden.

## Carrière
De band werd geformeerd in Cicero als Gary & The Knight Lites. De stichtende leden waren Gary Loizzo (zang en gitaar), Charles 'Chuck' Colbert, Jr. (basgitaar en zang), Al Ciner (gitaar en zang) en Jim Michalak (drums). Vroege publicaties waren onder meer I'm Glad She's Mine, I Don't Need Your Help, Will You Go Steady, Take Me Back. Het grootste succes van de band als The American Breed was de single Bend Me, Shape Me, die in 1968 nummer vijf bereikte in de Amerikaanse Billboard Hot 100. Het nummer, geschreven door Scott English en Larry Weiss, was eerder opgenomen door een volledig vrouwelijke band die bekend staat als The Shape en was een hit in de UK Singles Chart voor de Britse band Amen Corner. Het was ook opgenomen door The Outsiders nadat ze in 1966 de top tien hadden bereikt met Time Won't Let Me. Bijdragen aan het succes van de versie van Bend Me, Shape Me van The American Breed was het uitstekende arrangement van de nummer van platenproducent Bill Traut van de band, die onder andere blazers toevoegde. De band verscheen ook op 16 december 1967 in een aflevering van de tv-show American Bandstand, samen met Pink Floyd.
Op 20 januari 1967 veranderde een buitenissige sneeuwstorm het lot van de band toen Kenny Myers, voormalig senior vicepresident van Mercury Records, strandde en producent Bill Traut ontmoette in zijn studio bij Universal Recording. Nadat Traut enkele banden voor Meyers had afgespeeld, was Meyers genoeg onder de indruk om de band te contracteren bij zijn nieuwe platenlabel Acta (een dochteronderneming van Dot Records, zelf eigendom van Paramount Pictures, wiens platenbezit later uitgroeide tot de Famous Music Group) en stelde een naamswijziging voor. De eerste single van de band was I Don't Think You Know Me, geschreven door Carole King en Gerry Goffin.
De band genoot het grootste succes in 1967 en 1968. Ze brachten vijf singles uit die de hitlijsten bereikten, waaronder Step Out Of Your Mind, Green Light en Bend Me, Shape Me, waarvan de laatste meer dan een miljoen exemplaren verkocht en bekroond werd met een gouden schijf. Het nummer piekte ook op #24 in de UK Singles Chart.
Het succes van Step Out of Your Mind stelde de band, die oorspronkelijk voor singles tekende, in staat om albums te maken en te stoppen met hun dagelijkse optredens om fulltime muziek te gaan maken. Er was ook veel vraag naar de band op de lucratieve markt voor radiojingles, door commercials op te nemen voor onder meer Coca-Cola, de Amerikaanse marine en Bell Telephone. Hun tv-commercial voor American Airlines (Fly the American Way) was ook een groot succes in de twintig beste tv-markten en hun liedjes waren ook te horen op de soundtrack van de films No Way to Treat a Lady (1968) en The Brain ( 1969).
In 1968 verscheen de band drie keer bij American Bandstand en later datzelfde jaar trad Kevin Murphy toe als toetsenist en veranderde de band de naam kort in THE American BREED voordat deze werd ingekort tot The Breed. Hun volgende single Keep the Faith haalde de hitlijsten niet en zangeres Paulette McWilliams werd in 1969 toegevoegd in een poging naar een meer r&b-funkgeluid op hun volgende single Hunky Funky, die zich plaatste op nummer 107. Maar de band was toen in alle opzichten klaar, hoewel Loizzo in 1970 kort probeerde de naam overeind te houden met de laatste single Can't Make it Without You, wat nergens toe leidde.
Loizzo ging verder met het openen van zijn eigen opnamestudio Pumpkin, waar hij werkte aan het produceren van commercials en andere bands, en uiteindelijk ontving hij een Grammy-nominatie voor zijn werk met Styx. Colbert, Graziano, McWilliams en Murphy (na een korte periode in het leger) hergroepeerden zich als Smoke en vervolgens Äsk Rufus (de naam werd al snel afgekort tot Rufus). McWilliams werd later vervangen door Chaka Khan en de band scoorde later hun eerste Top 10-hit onder de naam Rufus met Tell Me Something Good in 1974.
De vier leden van The American Breed (Ciner, Loizzo, Colbert en Graziano) kwamen in 1986 kort bij elkaar en namen het album Once Again op, met daarop een nieuwe versie van Bend Me, Shape Me.
Het compilatiealbum Bend Me, Shape Me: The Best of the American Breed werd uitgebracht in 1994. Bend Me, Shape Me wordt nog steeds uitgezonden op oude radiostations.
Ter gelegenheid van het honkbalkampioenschap van de Chicago White Sox in 2005, bracht The American Breed de cd-single Rock with the Sox uit. De single werd geproduceerd door Gary Loizzo.
Sinds die eerste hergroepering in 1986, bleef de band regelmatig reünies maken op shows en beurzen, meestal in en rond hun geboorteplaats Chicago.

## Overlijden
Zanger Gary Loizzo overleed op 16 januari 2016 op 70-jarige leeftijd aan alvleesklierkanker.

## Discografie

### Singles
- ####: I Don't Think You Know Me
- 1968: Bend Me, Shape Me
- 1968: Green Light
- 1968: Ready, Willing and Able

### Albums
Dot Records
- 1967: The American Breed

Acta Records
- 1968: Bend me, shape me
- 1968: Pumpkin, powder, scarlet and green
- 1968: Lonely side of the city

## NPO Radio 2 Top 2000
| Nummer met noteringen in de NPO Radio 2 Top 2000 | '99  | '00  | '01  |
| ------------------------------------------------ | ---- | ---- | ---- |
| Bend Me, Shape Me                                | 1904 | 1417 | 1527 |

1. ↑  Een vetgedrukt getal geeft de hoogste notering aan.
2. ↑  Deze tabel is bijgewerkt tot en met de laatste editie (2024).